# Caleta de Carquín (distrito)
Caleta de Carquín é um dos doze distritos que formam a província de Huaura, situada na região de Lima, na zona central do Peru. Criado em setembro de 1941, o distrito tem uma área de 2,04 km2 e contava com uma população de 5 488 habitantes no ano 2000.

## Transporte
O distrito de Caleta de Carquín não é servido pelo sistema de estradas terrestres do Peru.